# بنوا (ویسکانسین)
بنوا (به انگلیسی: Benoit) یک منطقهٔ مسکونی در ایالات متحده آمریکا است که در Keystone واقع شده‌است. بنوا ۲۷۴٫۹۳ متر بالاتر از سطح دریا واقع شده‌است.